# جوني لويس (لاعب كرة قاعدة)
جوني لويس (بالإنجليزية: Johnny Lewis)‏ هو لاعب كرة قاعدة أمريكي، ولد في 10 أغسطس 1939 في غرينفيل في الولايات المتحدة، وتوفي في 29 يوليو 2018 في بينساكولا في الولايات المتحدة.

## وصلات خارجية
- جوني لويس على موقع دوري كرة القاعدة الرئيسي (الإنجليزية)
- جوني لويس على موقعبيزبول رفرنس.كوم (الدوري الرئيسي) (الإنجليزية)
- جوني لويس على موقعبيزبول رفرنس.كوم (الدوري الثانوي) (الإنجليزية)